# Малопавловка
Малопавловка — посёлок в Хабарском районе Алтайского края России. Входит в состав Свердловского сельсовета.

## История
Основан в 1907 году. В 1928 г. поселок Мало-Павловка состоял из 94 хозяйств, основное население — русские. Центр Мало-Павловского сельсовета Хабаровского района Славгородского округа Сибирского края.

## Население
| 1997 | 1998 | 1999 | 2000 | 2001 | 2002 | 2003 |
| ---- | ---- | ---- | ---- | ---- | ---- | ---- |
| 328  | ↘306 | ↗335 | ↘318 | ↗320 | ↘297 | ↘290 |
| 2004 | 2005 | 2006 | 2007 | 2008 | 2009 | 2010 |
| ↘276 | ↗279 | ↘267 | ↘250 | ↘194 | ↗254 | ↘189 |
| 2011 | 2012 | 2013 |      |      |      |      |
| ↗192 | ↘178 | ↘165 |      |      |      |      |